# Noctuinae
Noctuinae là một phân họ bướm đêm thuộc họ Noctuidae.

## Hình ảnh

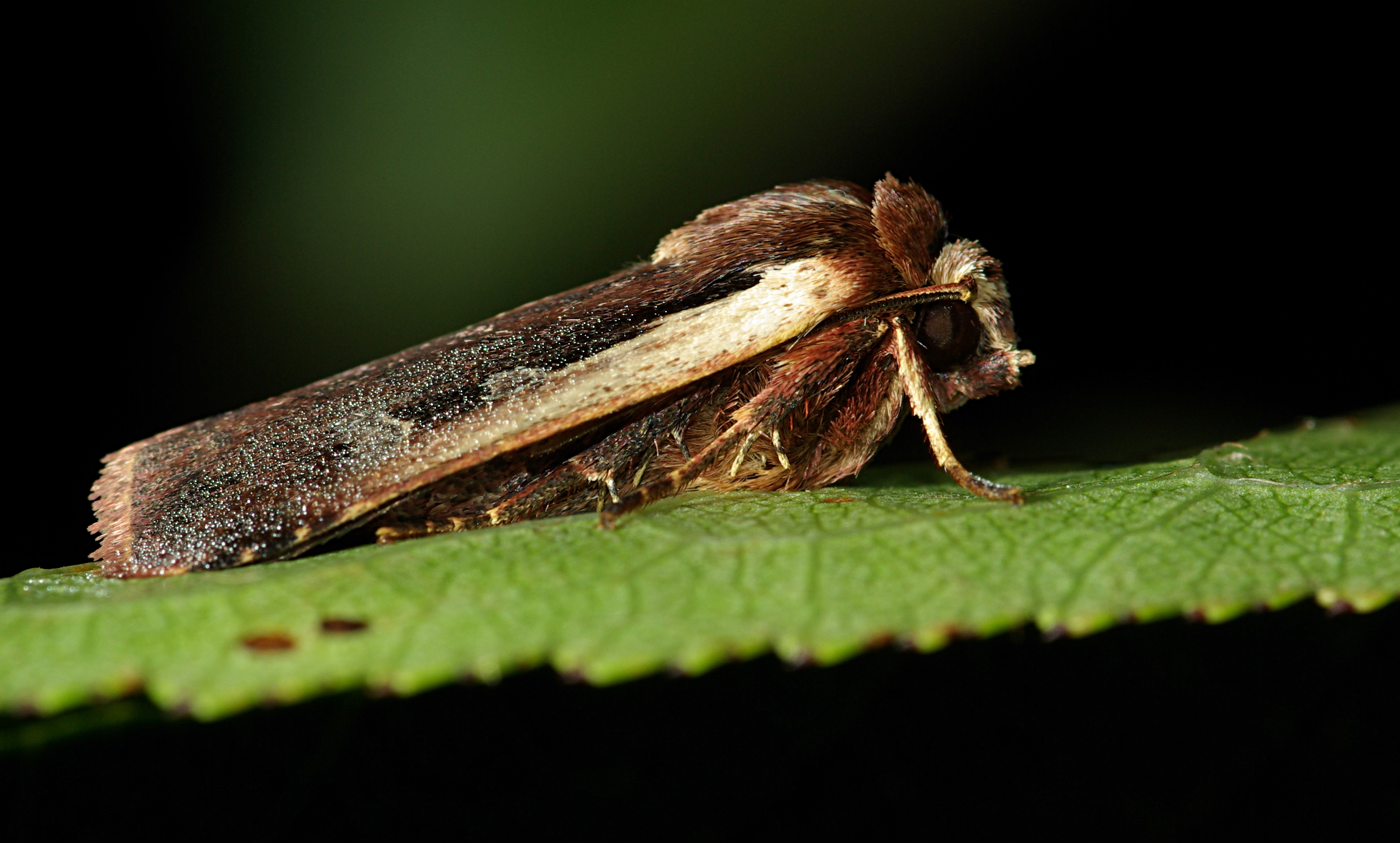
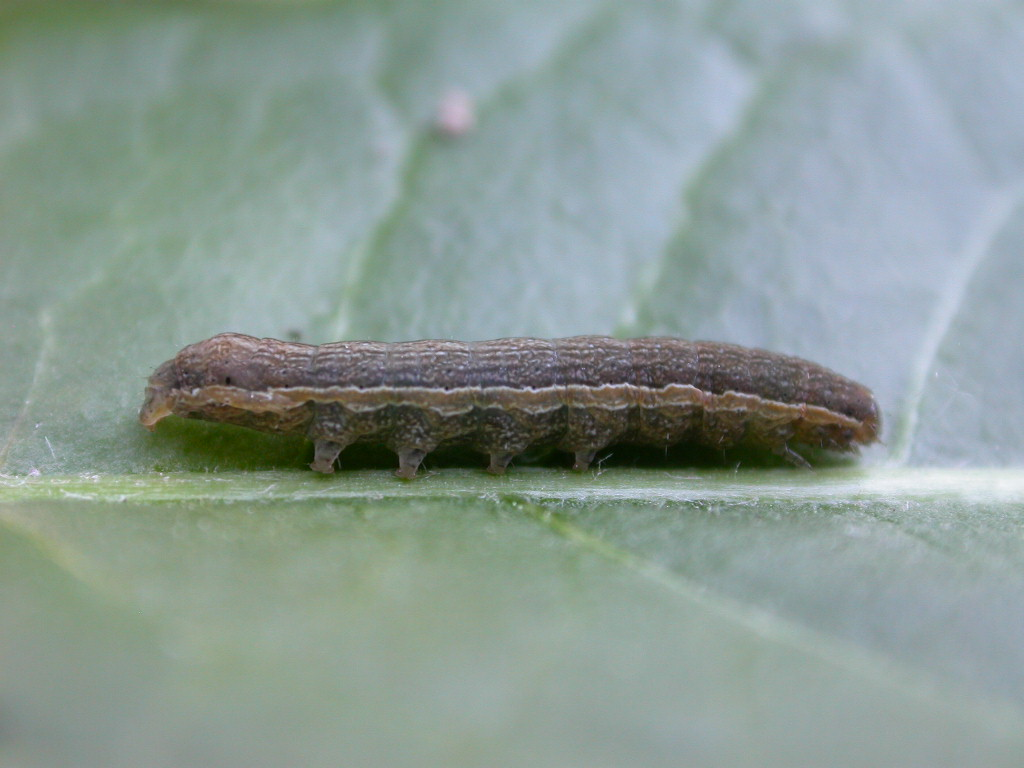
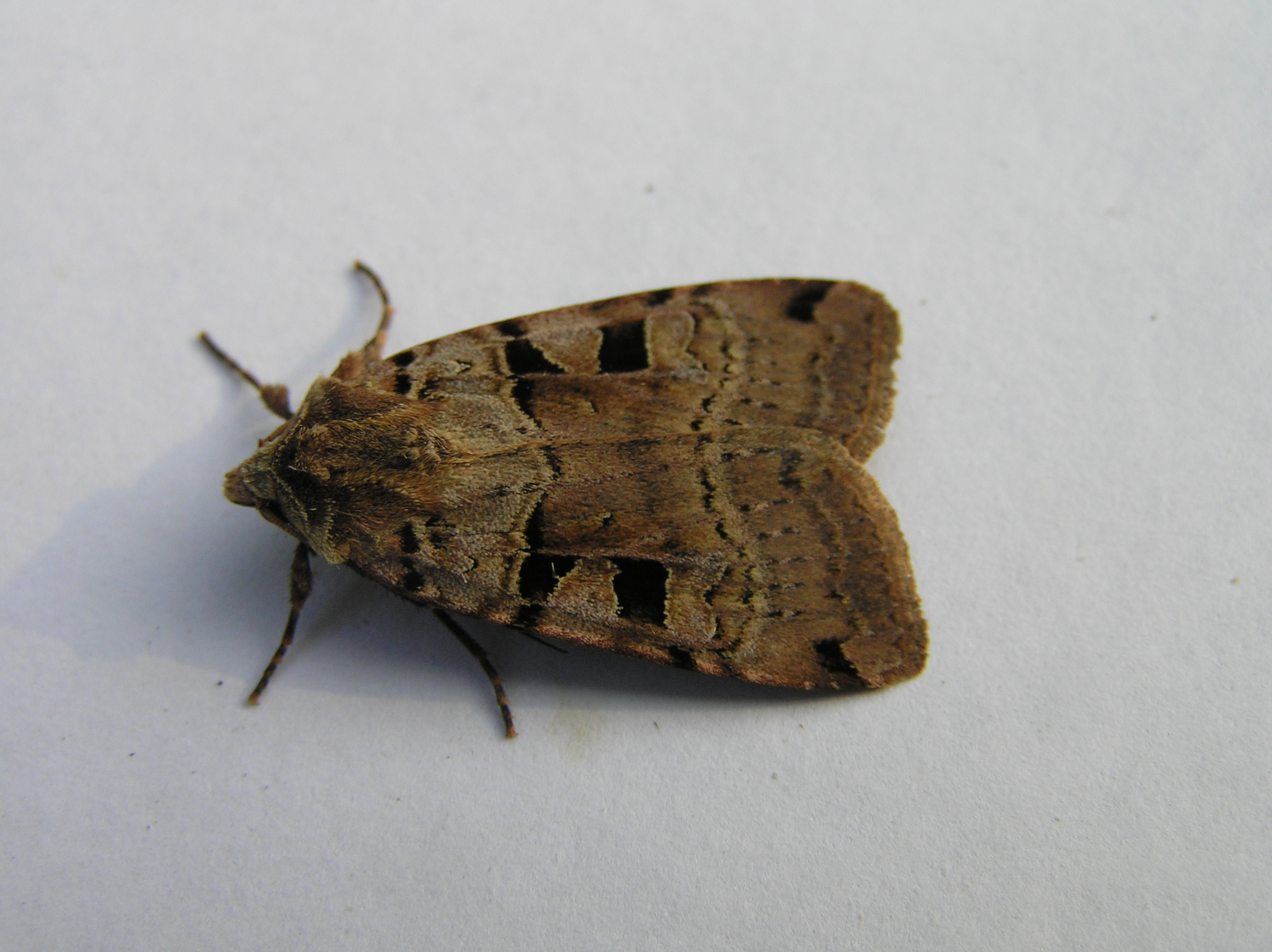
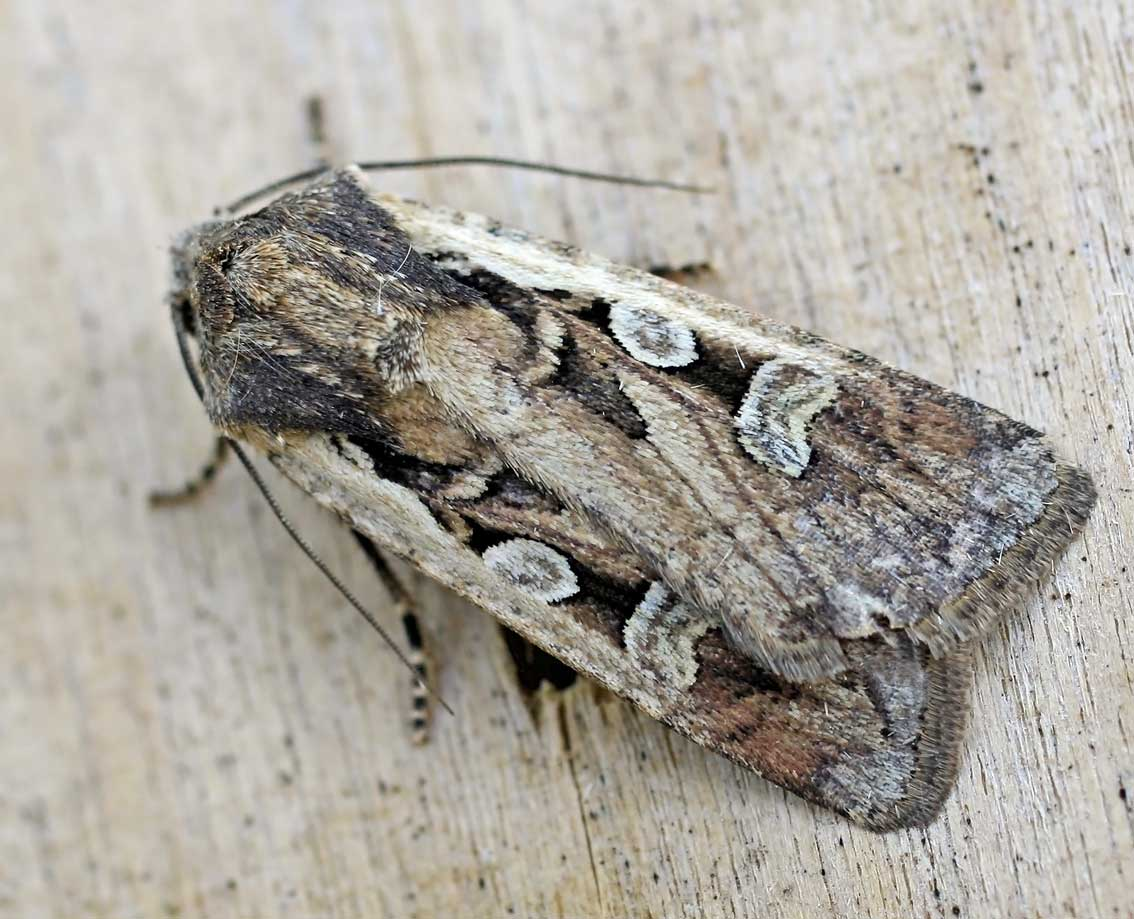

## Các chi

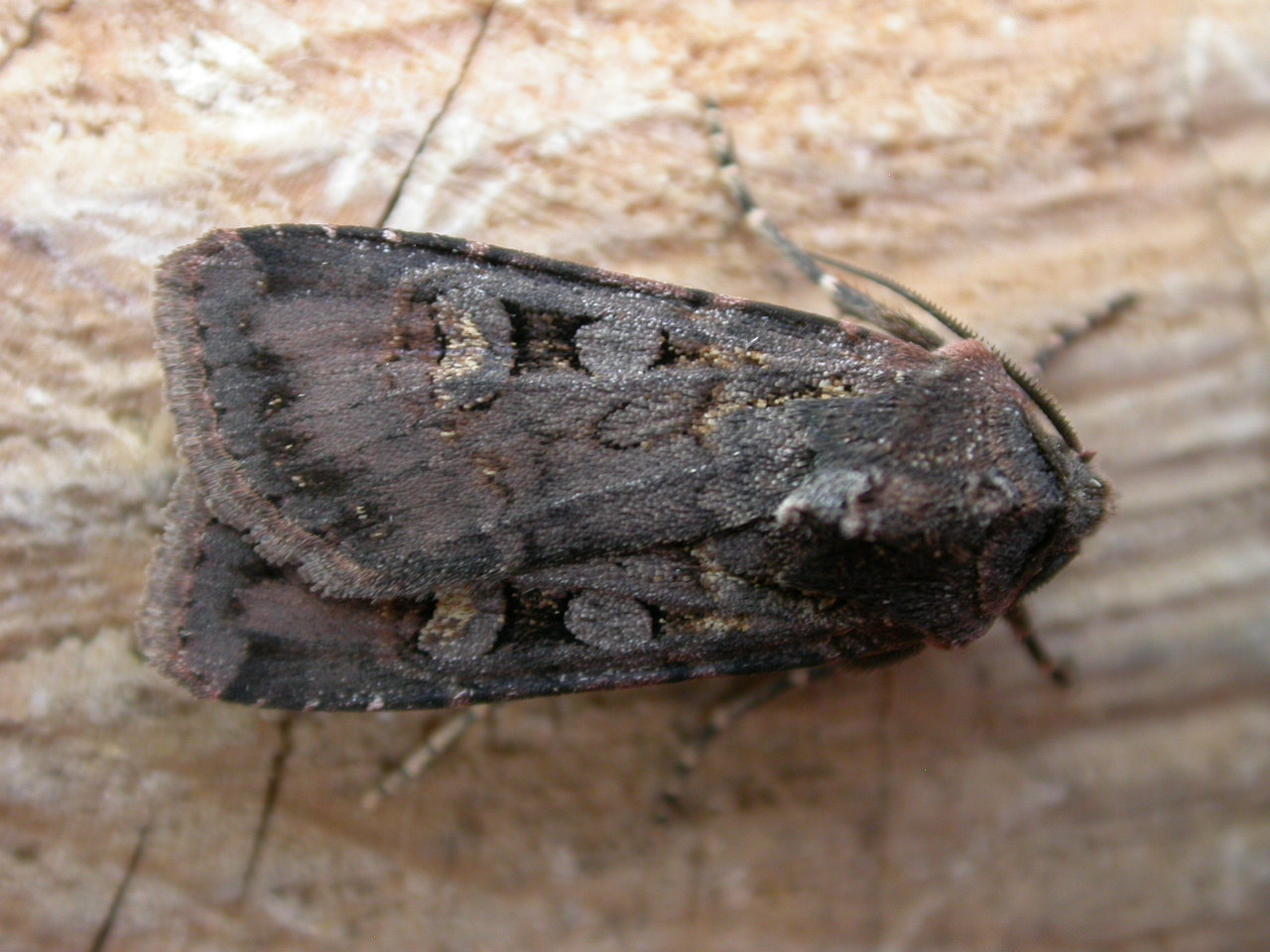
Garden Dart (Euxoa nigricans) imago

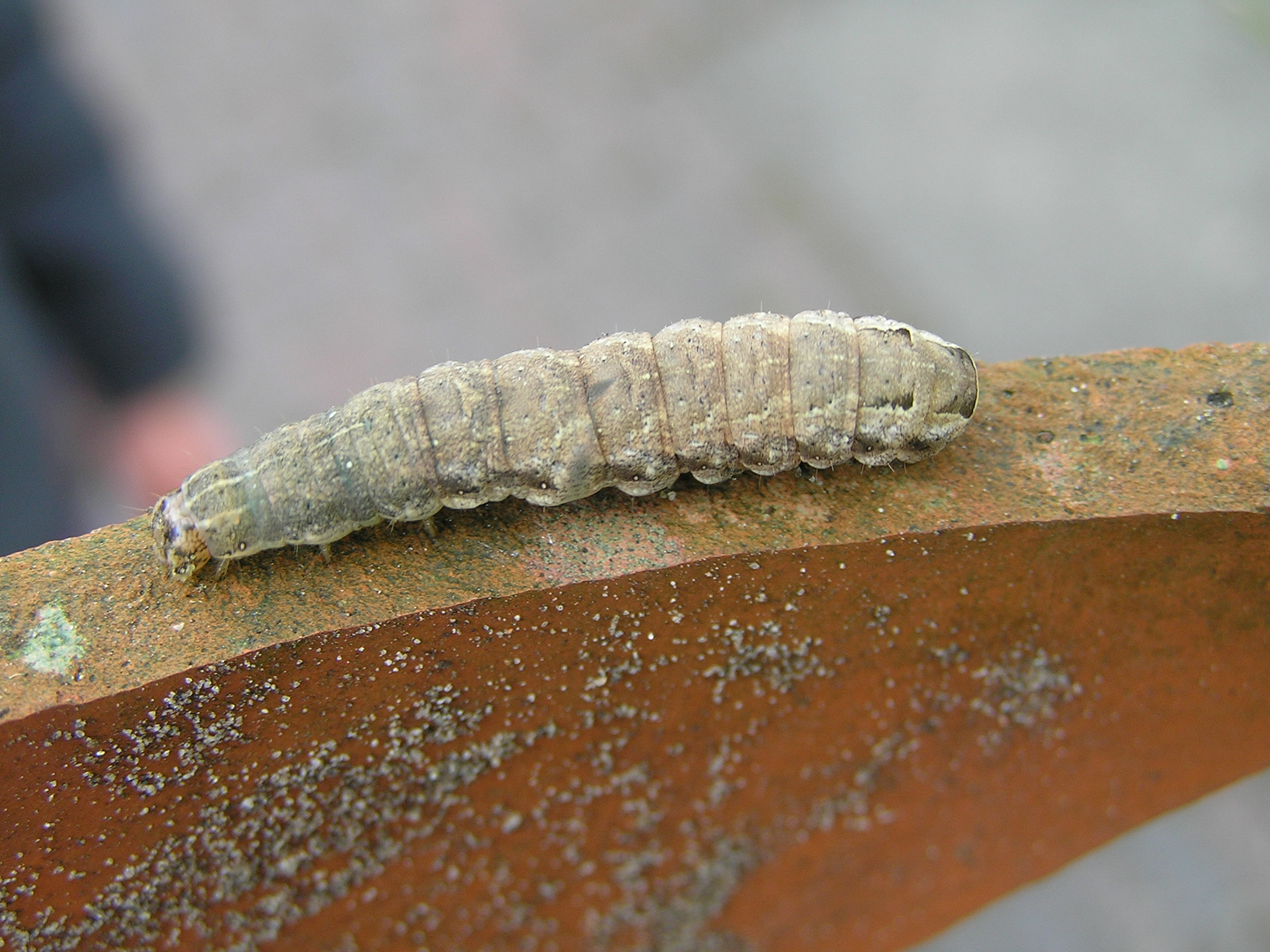
Double Square-spot (Xestia triangulum) caterpillar

Phân họ này gồm các chi:
| - Abagrotis - Actebia - Adelphagrotis - Agnorisma - Agrotis - Anagnorisma - Anaplectoides - Anicla - Aplectoides - Axylia - Beriotisia - Bifrontipta - Blepharoa - Brachypteragrotis - Brachytegma - Buciara - Caphornia - Cassania - Cerastis - Chamyla - Chersotis - Choephora - Cladocerotis - Claudaxylia - Coenophila - Copablepharon - Crassivesica - Cryptocala - Cyrebia - Dallolmoia - Diarsia - Dichagyris - Dimorphinoctua - Divaena - Ectopatria - Effractilis - Eicomorpha - Elegarda - Engusanacantha - Epilecta - Epipsilia - Episcotia - Erebophasma - Erythrophaia - Estagrotis - Estimata - Euagrotis - Eucoptocnemis - Eueretagrotis - Eugnorisma - Eugraphe - Euneophlebia - Eurois - Euxoa | - Euxoamorpha - Euxootera - Feltia - Goniographa - Graphiphora - Grumia - Hemieuxoa - Hemiexarnis - Hemigraphiphora - Hemipachnobia - Heptagrotis - Hermonassa - Hoeneidia - Hyperfrontia - Hypernaenia - Ikondiana - Isochlora - Lycophotia - Mabilleana - Manruta - Medlerana - Ledereragrotis - Loxagrotis - Mentaxya - Mesembragrotis - Mesogona - Metagnorisma - Metalepsis - Metecia - Metopoplacis - Micragrotis - Micraxylia - Naenia - Netrocerocora - Neurois - Noctua - Noctubourgognea - Nyssocnemis - Ochropleura - Oligarcha - Onychagrotis - Opigena - Oxytrypia - Pachnobia - Pachyagrotis - Palaeagrotis - Palaeamathes - Parabagrotis - Parabarrovia - Paradiarsia - Paradigma - Paramathes - Paraxestia | - Pareuxoa - Parexarnis - Peridroma - Perissandria - Petrowskya - Phaenagrotis - Praina - Prognorisma - Pronoctua - Propatria - Proragrotis - Proteuxoa - Powellinia - Protexarnis - Protognorisma - Protogygia - Protolampra - Psaphara - Psectraxylia - Pseudohermonassa - Pseudoleucania - Pseudorthosia - Pseudoseptis - Pseudoxestia - Raddea - Rhizagrotis - Rhyacia - Rhynchagrotis - Richia - Schachowskoya - Sclereuxoa - Setagrotis - Sineugraphe - Sinognorisma - Spaelotis - Spinipalpa - Standfussiana - Stilbotis - Subnoctua - Synclerostola - Tamseuxoa - Tandilia - Tesagrotis - Tisagronia - Tricheurois - Trichophotia - Trichosilia - Tripseuxoa - Turacina - Uollega - Vulcanica - Xenophysa - Xestia |